# Africoribates undulatus
Africoribates undulatus är en kvalsterart som beskrevs av Balogh 1959. Africoribates undulatus ingår i släktet Africoribates och familjen Humerobatidae. Inga underarter finns listade i Catalogue of Life.